# نزاری (سوءتغذیه)
لاغری به عنوان حالت لاغری شدید ناشی از کمبود چربی بدن و تحلیل عضلانی معمولاً ناشی از سوء تغذیه تعریف می‌شود.

## مشخصات
در انسان، ظاهر فیزیکی لاغر شامل اندام‌های نازک، استخوان‌های برجسته و بیرون زده، چشم‌های فرورفته، پوست خشک، موهای نازک، معده نفخ شده و زبان خشک یا پوشیده شده‌است. لاغری اغلب با بوی بد دهان، هیپوناترمی، هیپوکالمی، کم خونی، عملکرد نامناسب لنف و سیستم لنفاوی و پلوریت و ادم همراه است.

## علل

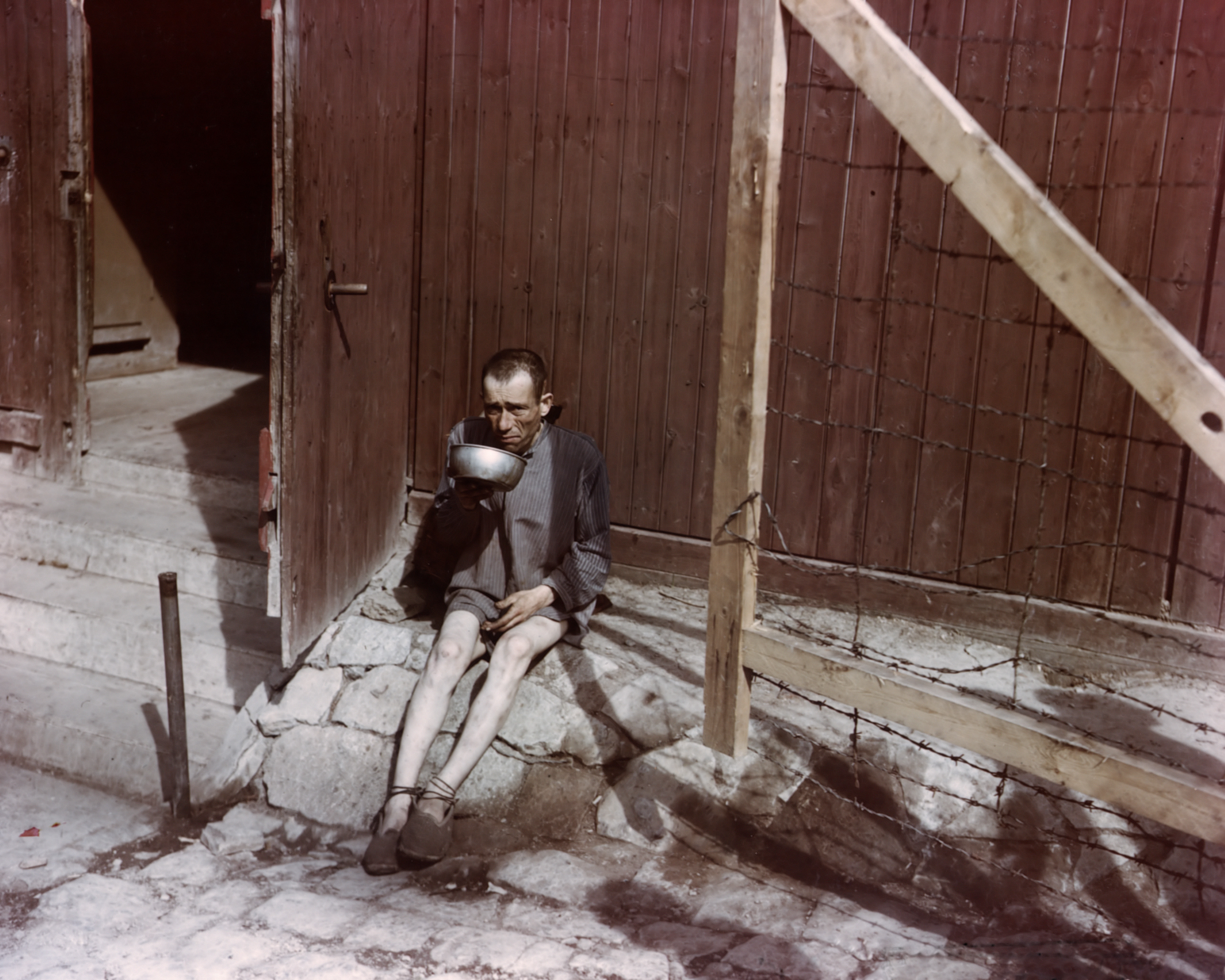
یک بازمانده لاغر هولوکاست در حال نوشیدن از یک کاسه فلزی در مقابل پادگان در اردوگاه کار اجباری بوخنوالد (۱۱ آوریل ۱۹۴۵ - ژوئن ۱۹۴۵).

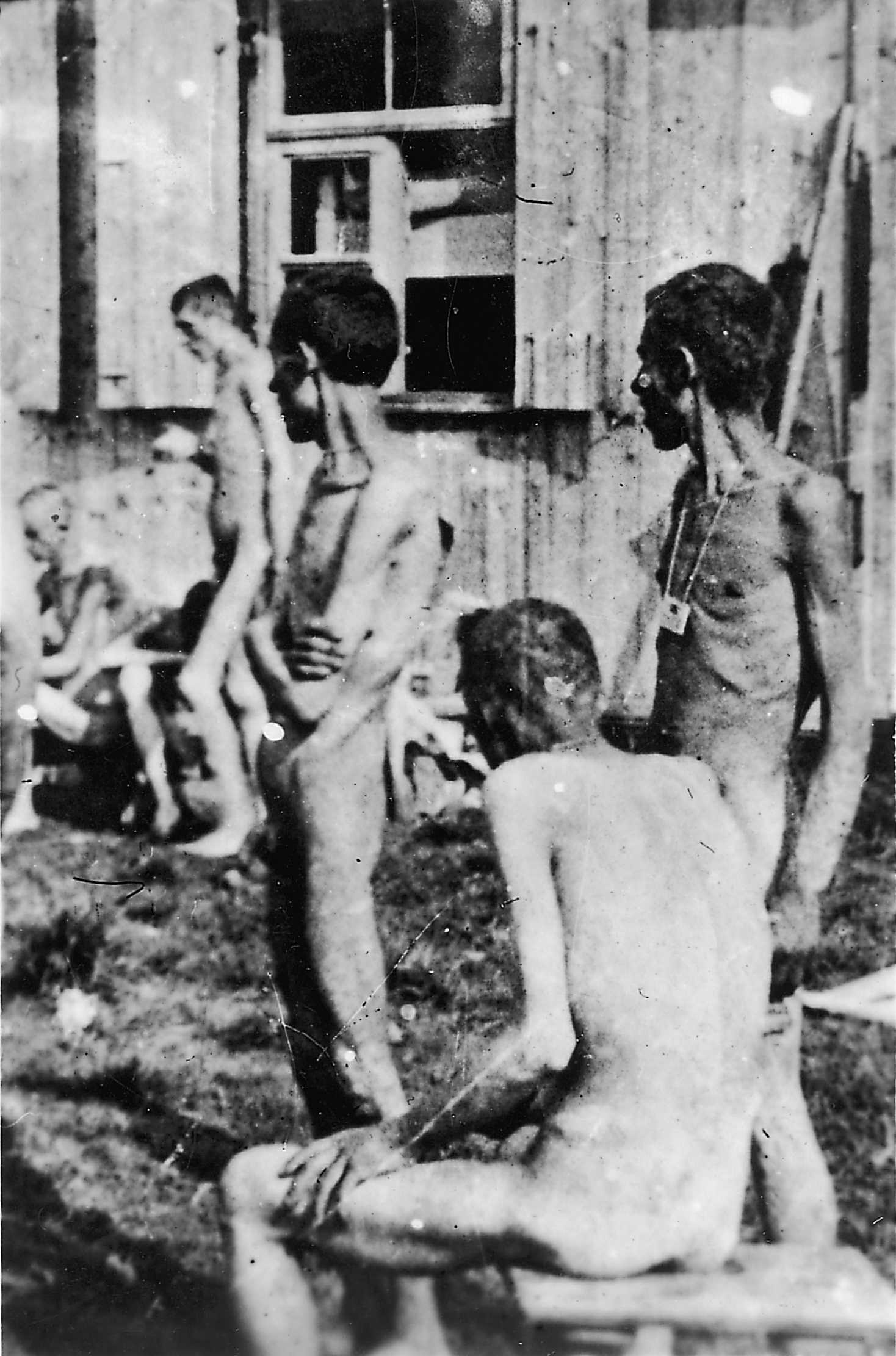
زندانیان بوخنوالد، ۱۶ آوریل ۱۹۴۵ زمانی که اردوگاه آزاد شدند.

لاغری می‌تواند ناشی از سوء تغذیه، مالاریا و وبا، سل و سایر بیماری‌های عفونی همراه با تب طولانی مدت، عفونت‌های انگلی، بسیاری از انواع سرطان و درمان آن‌ها، مسمومیت با سرب و اختلالات خوردن مانند بی اشتهایی عصبی باشد.
لاغری در کشورهای کمتر توسعه یافته شایع است و یکی از دلایل اصلی مرگ و میر در اردوگاه‌های کار اجباری نازی‌ها در طول جنگ جهانی دوم بود.

## حیوانات

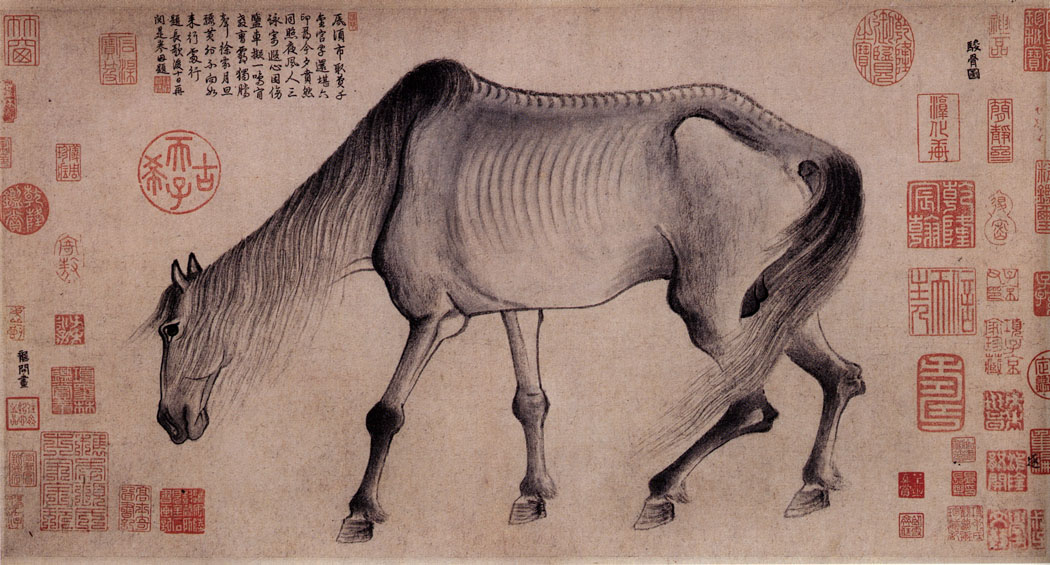
تصویر یک اسب لاغر، توسط هنرمند چینی گونگ کای

کمبود منابع در زیستگاه، بیماری، یا بی‌توجهی و ظلم انسان در اسارت می‌تواند منجر به لاغری حیوانات شود. در بازپروری حیوانات لاغر، نیازهای غذایی خاص هر حیوان باید در نظر گرفته شود تا از ایجاد آسیب جلوگیری شود.